# Kristkirken (Bergen)

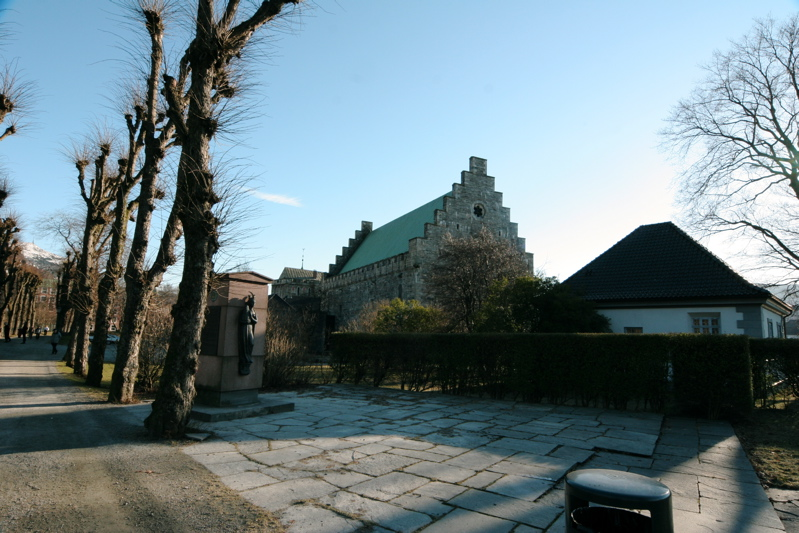
Op de plek van het altaar staat een gedenksteen met een beeld van de heilige Sunniva

Kristkirken was de eerste kathedraal van de Noorse stad Bergen. Deze 11e-eeuwse kathedraal stond net ten noorden van de koninklijke hal Håkonshallen in de vesting Bergenhus. De naam Kristkirken is Noors voor "de Christuskerk". De kerk was gewijd aan de heilige drie-eenheid.
De kerk werd gebouwd in de periode 1066-1093 in opdracht van koning Olav Kyrre, die volgens de overlevering Bergen stichtte en het de hoofdstad van Noorwegen maakte. In de kerk werd een reeks Noorse koningen en koninginnen gekroond en begraven.
Het stenen bouwwerk verving een eerdere houten kerk. De houten kerk werd Lille Kristkirken ("Kleine Christuskerk") genoemd, terwijl de stenen kerk Store Kristkirken ("Grote Christuskerk") genoemd werd. De koningen Harald Gille (ca. 1103-1136) en Sigurd Munn (ca. 1133-1155) werden nog begraven in de houten, "kleine" kerk.
Het schrijn met de overblijfselen van de heilige Sunniva, beschermheilige van Bergen, stond op het hoogaltaar van Kristkirken. In 1170 werd de bisschopszetel in West-Noorwegen verplaatst van het klooster op het eiland Selja naar Kristkirken in Bergen. Ook het schrijn van Sunniva werd vanuit het klooster naar de kerk overgebracht en op 31 augustus op het hoogaltaar geplaatst. Tijdens de stadsbranden van 1170-1171 en 1198 werd het schrijn van Sunniva uit de kerk gehaald en de stad in gedragen. Volgens de overlevering werd hiermee de brand bedwongen, wat als een wonder gezien werd.
In 1531 werd Kristkirken afgebroken door de Deense edelman Eske Bille omdat de kerk volgens hem de militaire verdediging van de vesting Bergenhus in de weg stond. De muren van de kerk zijn nu gemarkeerd door middel van heggen. Op de plek van het altaar staat nu een gedenksteen met plaquettes en een beeld van de heilige Sunniva.

## Gekroond in Kristkirken
- Koning Magnus Erlingsson (1156-1184), gekroond 1163
- Koning Sverre Sigurdsson (1151-1202), gekroond 1194
- Koning Håkon Håkonsson (1204-1263), gekroond 1247
- Koning Magnus Lagabøte (1238-1280) en koningin Ingeborg Eriksdotter (1244-1287), gekroond 1263
- Koning Eirik Magnusson (1268-1299), gekroond 1268, en koningin Margaretha, gekroond 1281

## Begraven in Kristkirken
- Koning Sverre Sigurdsson (1151-1202)
- Koning Håkon Sverresson (ca. 1177-1204)
- Koning Håkon Håkonsson (1204-1263)
- Koning Eirik Magnusson (1268-1299)
- Koningin Margaretha (1260-1283)
- Margaretha, jonkvrouw van Noorwegen, (1283-1290), ongekroonde koningin van Schotland